# Parc national Molino de Flores Nezahualcóyotl
Le parc national Molino de Flores Nezahualcóyotl (espagnol : Parque nacional Molino de Flores Nezahualcóyotl) est un parc national du Mexique situé dans l'État de Mexico. Il a une superficie de 49 ha et a été créé en 5 novembre 1937.